# Elven
Elven (bretonisch: An Elven) ist eine französische Gemeinde im Département Morbihan in der Region Bretagne. Sie gehört zum Arrondissement Vannes und zum Kanton Questembert. Die 6.543 Einwohner (Stand: 1. Januar 2022) werden Elvenois genannt.

## Geographie
Elven liegt in der Landschaft Landes de Lanvaux, etwa 17 Kilometer nordöstlich von Vannes am Fluss Arz. Das Gemeindegebiet gehört zum Regionalen Naturpark Golfe du Morbihan. Umgeben wird Elven von den Nachbargemeinden Trédion im Norden, Le Cours im Nordosten, Larré im Osten, La Vraie-Croix im Südosten, Sulniac und Treffléan im Süden, Saint-Nolff im Südwesten, Monterblanc im Westen und Plaudren im Nordwesten.
Durch die Gemeinde führen die Route nationale 166 sowie die frühere Route nationale 776.

## Geschichte
Der Ortsname geht auf den Märtyrer Alban von England zurück. Bei Elven handelt es sich um eine Gründung von Briten, die die Inseln im fünften Jahrhundert verlassen und sich in Aremorika niedergelassen hatten. Um 900 entstanden Befestigungsanlage um den Normanneneinfällen zu trotzen. 

## Bevölkerung
| Jahr      | 1962  | 1968  | 1975  | 1982  | 1990  | 1999  | 2006  | 2011  | 2019  |
| --------- | ----- | ----- | ----- | ----- | ----- | ----- | ----- | ----- | ----- |
| Einwohner | 2.747 | 2.862 | 2.928 | 3.003 | 3.312 | 3.559 | 4.525 | 5.411 | 6.261 |

## Sehenswürdigkeiten
- Forteresse de Largoët: Festung aus dem 13. Jahrhundert, im 15. Jahrhundert beendet, im Wesentlichen als oktogonale Turmanlage überliefert; seit 1862 Monument historique, eingetragen 2000
- Schloss von Kerfily, Stammsitz der Familie von Sérent
- Kapelle Saint-Clément (seit 1973 Monument historique)
- Kirche Saint-Alban (seit 1925 Monument historique)
- Die fünf Dolmen von Kerfily liegen nördlich von Elven

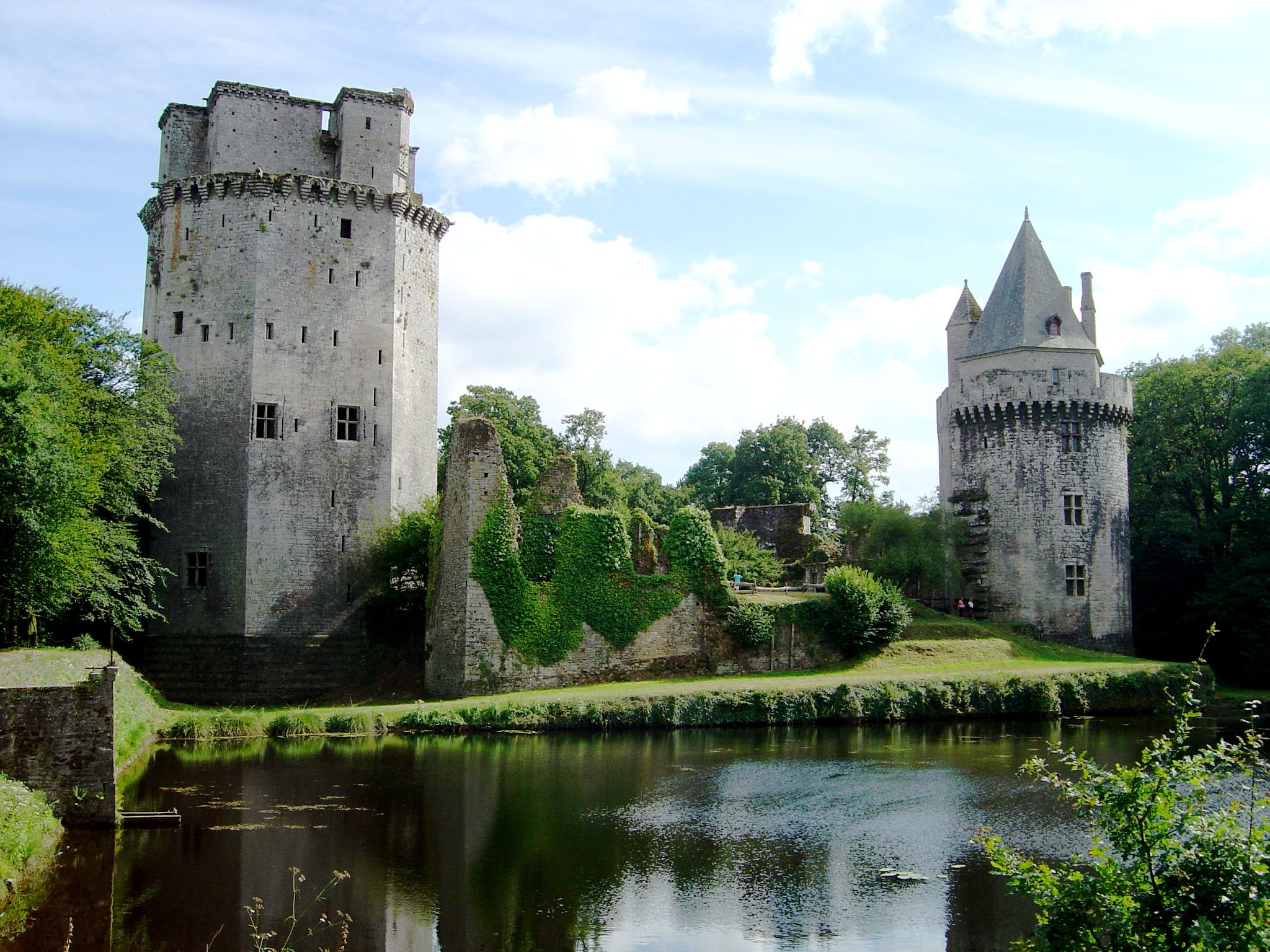
Forteresse du Largoët

## Persönlichkeiten
- Coralie Demay (* 1992), Radsportlerin

## Gemeindepartnerschaft
Mit der deutschen Gemeinde Lüdingworth in Niedersachsen besteht seit 1998 eine Partnerschaft.